# Zelotes tetramamillatus
Zelotes tetramamillatus este o specie de păianjeni din genul Zelotes, familia Gnaphosidae. A fost descrisă pentru prima dată de Caporiacco, 1947.
Este endemică în Tanzania. Conform Catalogue of Life specia Zelotes tetramamillatus nu are subspecii cunoscute.